# Grizzly de Californie
Ursus arctos californicus
Pour les articles homonymes, voir Grizzly (homonymie).
Sous-espèce
Statut de conservation UICN

 EX  : Éteint
Le Grizzly de Californie (Ursus arctos californicus, en anglais : California golden bear ou California grizzly) est une sous-espèce éteinte de l'ours brun (Ursus arctos).

## Description
Il s'agissait d'un gros ours, ressemblant à l'ours kodiak de l’Alaska. Le crâne était long et étroit avec une mâchoire inférieure massive. Le pelage était généralement jaune brunâtre (d'où son nom commun alternatif « ours d'or de Californie »).
Son aire s'étendait à travers la Californie (sauf le sud-est et l'extrême nord-est), mais devint de plus en plus restreint aux zones montagneuses, avant sa disparition.
Il fréquentait les prairies ouvertes, forêts, régions de montagne subalpines, toundra et régions côtières. Il migrait en fonction de l'abondance de nourriture selon les variations saisonnières.
Sa durée de vie était de vingt à trente ans.
Il était omnivore, avec un régime composé d'herbes, graines, baies, racines, noix, glands, de petits et de grands mammifères, notamment de wapitis et de daims, de poissons et de charognes, y compris des carcasses de baleines échouées.
Il atteignait la maturité sexuelle entre quatre et sept ans. L'accouplement avait lieu entre la mi-juin et juillet. L'hivernage avait lieu de novembre à avril. Les petits naissaient en janvier. Les portées était souvent de deux ou trois nourrissons. Ils restaient avec la mère pendant deux à trois ans. Ils étaient solitaires mais se rassemblaient en groupes autour de sources de nourriture, telles que les frayères à saumon et les carcasses de baleines.

## Contacts et disparition
Les premiers contacts enregistrés par des Européens avec des grizzlis de Californie se trouvent dans des journaux conservés par plusieurs membres de l'expédition Portolà en 1769. Plusieurs noms de lieux incluant le mot espagnol pour ours 'oso' (e.g. Los Osos).
À mesure que la population humaine augmentait, les conflits entre humains et ours s'intensifiaient, ces derniers tuant le bétail et attaquant les colons. Les ours ont été chassés et tués pour le sport, mais ils ont également été capturés et utilisés dans des combats d'ours et de taureaux. Les vaqueros ont chassé les grizzlis, souvent en les attelant et en les capturant pour les confronter à d'autres animaux lors de batailles publiques.
Le dernier ours grizzly de Californie chassé a été abattu dans le comté de Fresno en août 1922 ; le dernier spécimen a été observé plusieurs fois dans le parc national de Sequoia en 1924, date à laquelle il a officiellement été considéré comme éteint.

## Projets de réintroduction
En 2014, l'US Fish and Wildlife Service a reçu et rejeté une pétition en vue de réintroduire des grizzlis en Californie. En 2015, le Center for Biological Diversity a lancé une pétition à l'intention du pouvoir législatif de l'État de Californie afin de réintroduire le grizzli dans l'État. Le grizzli de Californie a été considéré comme un candidat possible aux tentatives de désextinction, grâce aux propositions de la reproduction, du clonage et du génie génétique.

## Divers
C'est l'animal officiel de l'État de Californie. L'un d'entre eux baptisé « Monarch », capturé en 1889, mourut en 1911, et apparaît depuis sur le drapeau de la Californie. Plusieurs noms d'équipes sportives y font référence telles que les Golden Bears de la Californie (université de Californie à Berkeley) et les Bruins d'UCLA (université de Californie à Los Angeles).

Drapeau de la Californie.
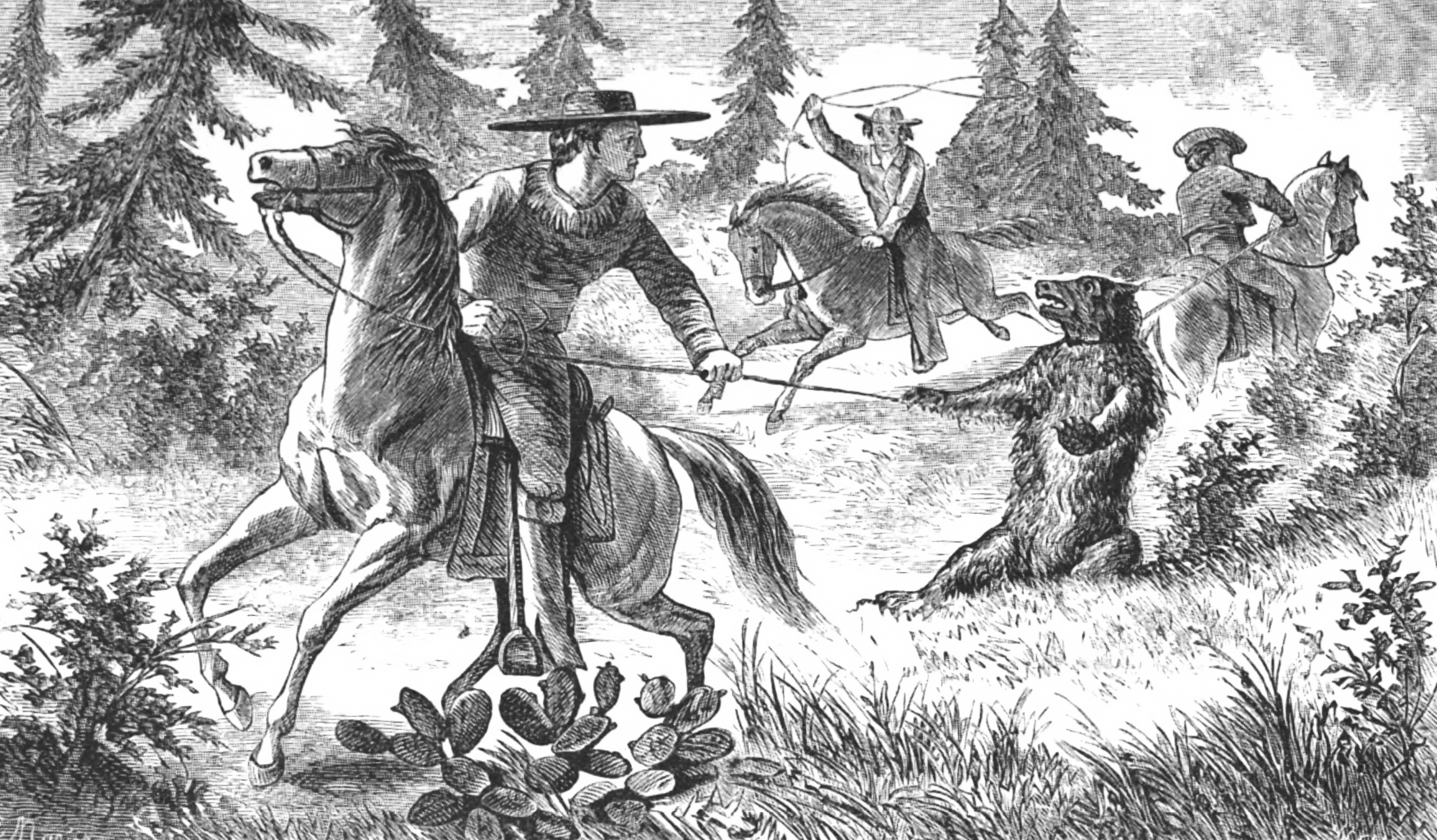
Prise au lasso d'un grizzly.
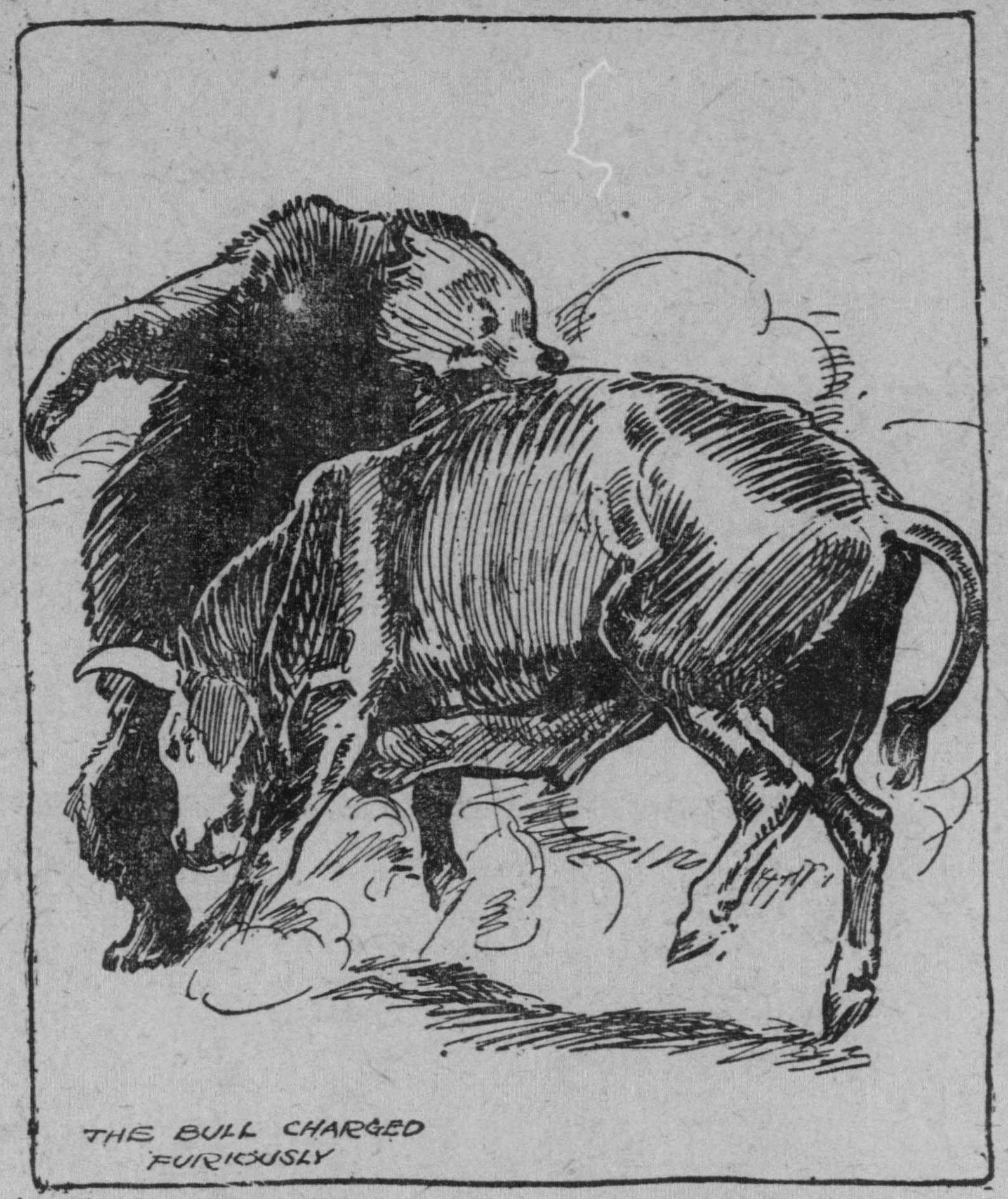
Illustration parue dans The San Francisco Call en 1911.